# 北蘭
北蘭（挪威語：Nordre Land）是挪威的一個市镇，位於内陆郡，行政中心为多卡村。市镇面积为955平方公里，人口数量为6,916人（2004年），人口密度为每平方公里8人。